# Recurso energético
Se identifica recurso energético a aquellas sustancias que se pueden utilizar como fuente de energía. Siendo esta obtenida a través de diversos procesos. Este amplio grupo de sustancias puede ser agrupado en dos categorías generales, las cuales son: en función de su proceso de formación y de su disponibilidad energética.
Hay renovable y no renovable

## Recursos no renovables
Los recursos no renovables son aquellos recursos que solo se encuentran en una cantidad limitada, y que con el tiempo terminarían desapareciendo, debido a que conforman un sistema en el que solo hay salidas por gasto y ninguna entrada. Esto se debe a que la mayoría de estos recursos se originan por la acción de los agentes geológicos internos y por tanto su síntesis es extremadamente lenta, lo que origina que su tasa de consumo sea muy superior a su tasa de síntesis, convirtiéndolos en algo limitado.

### Combustibles fósiles

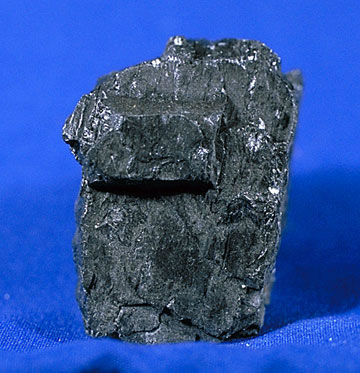
Carbón mineral

Dentro de este grupo de recursos podemos encontrar al petróleo, diésel el carbón y el gas natural; todos ellos dependen de los procesos geológicos internos para su formación, y por lo tanto su síntesis es muy lenta, despreciable en la escala de tiempo humana. 
Estos recursos iniciaron su formación hace millones de años a partir de materia orgánica, tanto animal como vegetal que quedó confinada en condiciones anóxicas, iniciando a su vez procesos de fermentación. - 
- En el caso del petróleo, este se formó debido a la muerte masiva y precipitación del plancton marino sobre el lecho del océano, compuesto este por arenas y arcillas, que con el paso del tiempo, se convirtieron en rocas sedimentarias y la materia orgánica, a su vez, se convirtió en petróleo tras sufrir un proceso de fermentación; Ya que los hidrocarburos del que se compone el petróleo son mucho más ligeros que el agua, estos comenzaron a ascender separándose de la roca original que lo contenía. La mayor parte de estos hidrocarburos se evaporaron al alcanzar la superficie del océano difundiéndose en la atmósfera. Sin embargo, en algunos casos esta masa de hidrocarburos en ascenso se encuentra con una masa de roca impermeable que detiene su ascenso, obligando al petróleo a acumularse en las rocas porosas adyacentes denominadas rocas almacén, quedando esta masa de petróleo limitada en la parte inferior por una bolsa de agua de mar y en la superior por una bolsa de gas (gas natural) formada en su mayor parte por metano y originada por la liberación de gases durante la fermentación de la  materia orgánica.

- El carbón se forma a partir de la materia orgánica de origen vegetal acumulada en el fondo de lagos o deltas, donde ésta queda sometida a condiciones anóxicas lo cual impide su destrucción por microorganismos aerobios. Con el tiempo esta materia se recubre de sedimentos que cada vez y a medida que se acumulan más materiales, se van haciendo más gruesos y pesados, sometiendo a la materia orgánica a una presión cada vez mayor, por lo cual provoca una serie de cambios en su estructura molecular originándose así, el carbón. En función de la presión a la que ha sido sometido y de su concentración en carbono, se diferencian tres tipos de carbón; lignito, hulla y antracita. A partir de estos recursos se pueden obtener grandes cantidades de energía liberada al romperse los enlaces que componen sus moléculas durante reacciones de combustión, en las cuales a partir de la combinación de la materia orgánica con el oxígeno atmosférico se libera dióxido de carbono, agua y una gran cantidad de energía calorífica.

Los combustibles fósiles son uno de los principales recursos energéticos empleados por el ser humano puesto que liberan por combustión una gran cantidad de energía, que puede ser empleada para calentar hogares, cocinar, etc. Del mismo modo esta energía puede aprovecharse para mover barcos, aviones y otros vehículos que gracias a mecanismos como el motor de vapor el de explosión o las turbinas, son capaces de transformar esta energía liberada en la combustión, en movimiento, energía mecánica. Por último, la energía liberada en la combustión también puede ser transformada en energía eléctrica, proceso que se realiza en las centrales eléctricas.
Uno de los principales inconvenientes de estos combustibles es su elevadísima emisión de gases de efecto invernadero y contaminantes como el dióxido de carbono, los óxidos de nitrógeno, y los óxidos de azufre que suelen formarse en los procesos de combustión de estos combustibles, provocando estas emisiones aumentos en la temperatura global, alteraciones del clima, lluvia ácida, entre otros efectos perniciosos que justifican los esfuerzos llevados a cabo para limitar su uso.

### Combustibles nucleares
Se consideran combustibles nucleares a determinados elementos como el uranio o el plutonio que se caracterizan por su elevada masa atómica y por tener un núcleo atómico mucho más grande que el del resto de los elementos lo cual les hace especialmente inestables y susceptibles de sufrir desintegración radiactiva,dando lugar a un par de átomos de menor masa molecular (elementos hijos) y liberando en el proceso una gran cantidad de energía que en las centrales nucleares se emplea para formar vapor de agua que acciona las turbinas y el alternador produciendo grandes cantidades de energía eléctrica. Pese al gran rendimiento energético de estos combustibles lo cual es una de sus principales ventajas se encuentran en cantidad bastante limitada en la superficie terrestre, su purificación es costosa y los residuos generados son peligrosos debido a su alta radiactividad la cual se perpetua.

## Recursos potencialmente renovables

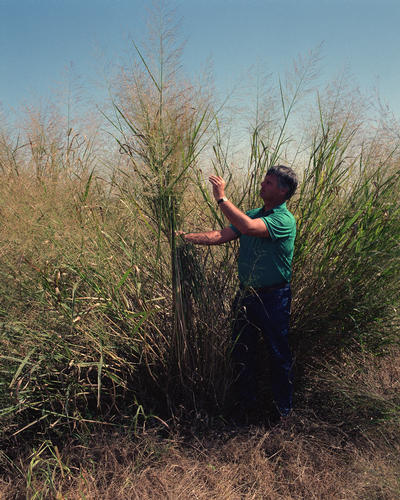
Panicum virgatum

Los recursos potencialmente renovables hacen referencia a todos aquellos recursos que se originan de forma lo suficientemente rápida como para que puedan ser considerados como renovables, siempre que la velocidad a la que se consumen no sea superior a la velocidad a la que se forman puesto a que esto provocaría la extinción de estos recursos, un recurso potencialmente renovable es la materia vegetal y animal (biomasa), ya que tanto los vegetales como los animales pueden desarrollarse a una velocidad lo suficientemente rápida como para que el consumo de estos por el ser humano sea sostenible. Sin embargo debido al ritmo actual de desarrollo de la sociedad en poco tiempo y si no se aplican ciertas medidas de sostenibilidad en su explotación la tasa de consumo será demasiado elevada como para permitir la regeneración de estos recursos. +++
suele aprovecharse para hacer mención a diversas clases de recursos o energías, de acuerdo a las chances de restauración o renovación por medio de un procedimiento natural.
A raíz de esta definición se deduce que un recurso renovable es un elemento o herramienta que el medioambiente puede reponer o regenerar a una velocidad parecida o incluso más rápida a la que supone su consumo o uso por parte del hombre. Tomemos el ejemplo de la soja. Este recurso es explotado por los seres humanos con diversos fines (alimentación, creación de combustible, etc.), pero puede volver a obtenerse a través de nuevas plantaciones. Se trata, por lo tanto, de un recurso renovable.
El petróleo, en cambio, es un recurso no renovable ya que, una vez que se agoten las reservas disponibles en la Tierra, no habrá forma de restaurarlas. No se puede crear petróleo bajo ningún proceso o mecanismo, a diferencia de la soja.
La posibilidad de restaurar los recursos renovables, de todas formas, suele depender de la gestión de los mismos. La madera es un recurso renovable (procede de árboles que pueden plantarse) pero, si se consume a un ritmo mayor de su producción, puede desaparecer.
La energía renovable, por su parte, es aquella que se obtiene de fuentes naturales que, virtualmente, son inagotables (por su capacidad de regenerarse de manera natural o por la gran cantidad de energía que poseen). La energía solar, la energía eólica y la energía hidroeléctrica son ejemplos de energías renovables.

## Recursos renovables
Se consideran recursos renovables a todos aquellos de los que se puede obtener energía siendo su carácter ilimitado una de sus principales características. El origen de todos estos recursos renovables se encuentra en el sol la principal fuente de energía de todo el sistema solar que a su vez activa en la tierra la dinámica atmosférica, por tanto siendo este el responsable de recursos renovables como el viento, la energía hidráulica o hídrica la cual es la  que transita por los ríos y los mares. Otras de estas son: biomasa; bosques y madera, productos de la agricultura, agua, energía hidráulica (puede ser hidroeléctrica), radiación solar, viento, olas, energía geotérmica).